# Vestax
Vestax je výrobce speciální elektroniky, označované v odborných kruzích jako profesionální djská technika. Hlavní centrála korporace se nachází v japonském Tokiu. Své pobočky měla společnost do roku 2014 také v USA a Evropě.

## Historie
Vestax byl založen v roce 1977 v Tokiu jako Shiino Musical Instruments. Název Vestax byl inspirován římskou mytologií - Vesta byla římská bohyně posvátného ohně rodinného krbu. Design loga firmy kombinuje písmena V a X a pochází z japonské herecké tradice Kabuki. Firma zaměřená z počátku jen na výrobu hudebních nástrojů (například elektrických kytar a kytarových předzesilovačů) se postupně rozrostla v nadnárodní společnost zabývající se výrobou profesionální zvukové a nahrávací techniky. V roce 1982 firma zahájila prodej značky Teac (Tascam), o pár let později založila vlastní pobočku Vestax Fire v USA a od té doby používá stávající ochrannou známku Vestax. V roce 1987 zahájila výrobu OEM produktů pro Akai, Clarion, Yamaha a další. Ve stejném roce také založila další pobočku, tentokrát v Anglii, kde se prosadila se svým mixážním pultem PMC-20. V prosinci bylo oznámeno a od ledna 2015 prochází společnost Vestax Corporation Ltd. insolvenčním řízením. V lednu 2016 zveřejnil původní zakladatel společnosti Vestax Hidesato Shiino oficiální tiskovou zprávu o rebrandu značky Vestax a uvolnění nových produktů pod názvem stpVx na jaře 2016.

### Gramofony

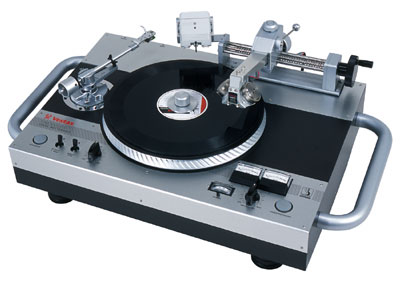
Vinyl recorder VRX-2000

Do povědomí širokého okruhu diskžokejů a hudebníků se Vestax v minulosti zapsal především svými mixážními pulty a gramofony. V roce 2000 v době největší slávy vinylových desek Vestax na trh uvedl záznamový přístroj VRX-2000, který umožňoval profesionální vytvoření vinylové desky s vlastní nahrávkou. Přístroj byl vybaven karuselem s přesným nástrojem pro vytvoření přímého řezu (záznamové drážky) gramofonové desky do prázdné vinylové matrice.

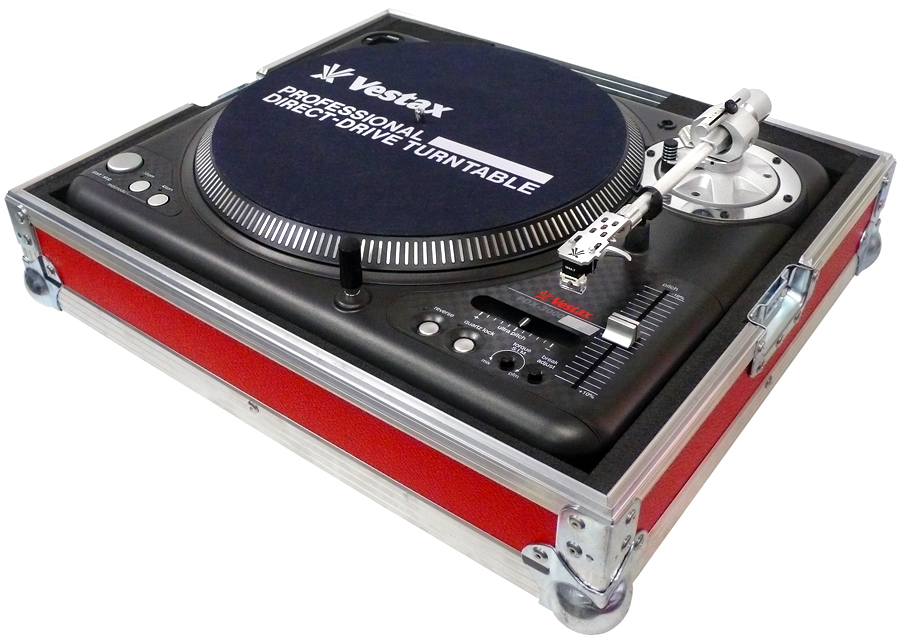
Gramofon PDX-3000

Gramofony Vestax řady PDX jsou charakteristické elektromotorem s vysokým točivým momentem, technologií DirectDrive. Tato technologie představuje elektromotor s přímým pohonem. Princip spočívá v tom, že elektromotor je nedílnou součástí talíře gramofonu. Tím odpadají starosti s řemenovým pohonem, s řemenicí, prokluzy či s brzděním a nestabilitou otáček. Otáčky elektromotoru jsou upravovány elektronickým oscilátorem, řízeným krystalem a tento způsob bývá označován jako tzv. Quartz system. Gramofony Vestax řady PDX umožňují regulaci rychlosti v rozpětí ± 60 %, antiskatingem, systémem tlačítek s funkcí start/stop, elektromagnetickou brzdou, umožňující okamžité zastavení otáček talíře gramofonu a výstupem pro připojení k MIDI. Dalšími významnými gramofony jsou Vestax QFO s originálním designem. QFO byl vlastně hybridní gramofon kombinovaný s mixážním pultem PMC-05Pro. Jiný gramofon, Vestax Controller ONE obsahuje MIDI oktávové klávesy. Je to gramofon s MIDI ovládáním, s osmi oktávovými klávesami a možností reverzního chodu motoru. Je zde pitch control fader, umožňující měnit rychlost otáček v rozsahu ±60 %. Tento gramofon lze díky oktávovým klávesám používat jako hudební nástroj. Hlavním konkurentem na poli gramofonů pro DJe byla značka Technics, která však výrobu gramofonů ukončila.

### Kontrolery

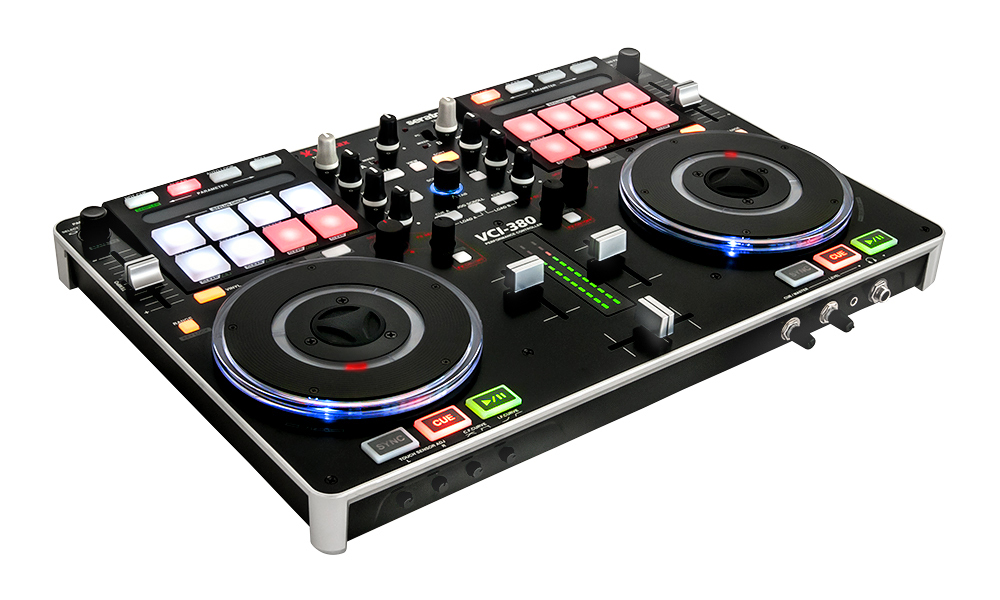
MIDI DJ kontrolér VCI-380

S rozvojem digitálního zpracování zvuku a ukládáním zvukových záznamů do nových formátů a současně s úpadkem klasických CD nosičů s hudební produkcí nastala éra digitálního djingu a kontrolerů. Kontroler je přístroj, nahrazující dva až čtyři CD přehrávače a mixážní pult - to vše v jediném šasí. Kontroler je připojen k počítači pomocí USB kabelu a prostřednictvím protokolu MIDI pak ovládá v počítači nainstalovaný djský software. Tak lze mixovat a různě upravovat hudební tracky v digitálním formátu MP3. Kontrolery mají také integrovanou zvukovou kartu. Jsou výhodné pro ty diskžokeje, kteří upřednostňují pouze jedno jediné zařízení a počítač namísto několika CD přehrávačů a mixážního pultu. Tento fenomén se rozšířil jako digitální djing. Vestax v této oblasti pronikl v roce 2007 kdy uvedl na trh USB MIDI kontroler VCI-100, který umožnil diskžokejům pracovat živě s hudebními nahrávkami uloženými na počítačích ve zvukovém formátu MP3. Dalším technologickým skokem byly hardwarové USB MIDI kontrolery VCI-300 a VCM-600 umožňující propojení se softwarovými programy Traktor, Ableton, Serato, djay a VirtualDJ. Tyto kontroléry umožňují diskžokejům pohodlné mixování a podstatnou úpravu hudebních tracků pomocí různých efektových plug-inů, které jsou součástí programové výbavy. Kontrolér VCI-400 patří k novinkám roku 2012 a umožňuje djům současně mixovat a upravovat hudební tracky ze čtyřech nezávislých zdrojů. O rok později na trh uvádí performance DJ kontrolér VCI-380, který jako jeden z prvních v sobě kombinoval výhody digitálního mixážního pultu a MIDI kontroléru. Tento model DJ kontroléru se ještě během roku 2013 dočkal několika modifikací.

### Mixážní pulty

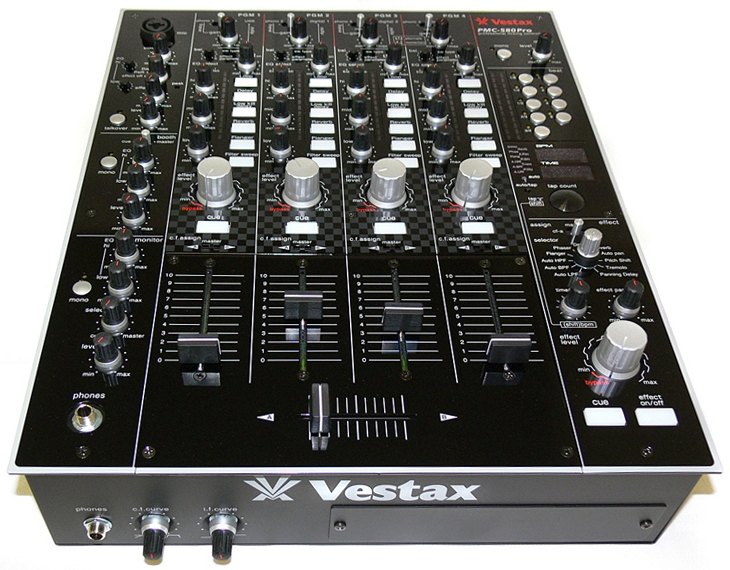
Mixážní pult PMC-580Pro

Další skupinou produktů Vestaxu jsou mixážní pulty kategorie „battle“, které jsou určené hlavně pro soutěžní klání djů. Pult PMC-05Pro se díky své oblibě v kategorii hip hop vyrábí v různých obměnách již mnoho let: první verze mixážního pultu PMC-05MKII byla uvedena na trh v roce 1990, aktuální verze se prodává pod označením PMC-05ProIV. Jiným mixážním pultem z kategorie „battle“ je digitální PMC-08Pro. Dále Vestax vyrábí mixážní pulty pro kluby a diskotéky. K zajímavým výrobkům patří digitální mixážní pult PMC-580Pro nebo klubový mixážní pult PMC-CX. Tento mixážní pult pomáhal navrhnout společně s japonskými vývojáři světově uznávaný DJ Carl Cox; proto nese model ve svém označení přívlastek "CX".

## Spolupráce při vývoji

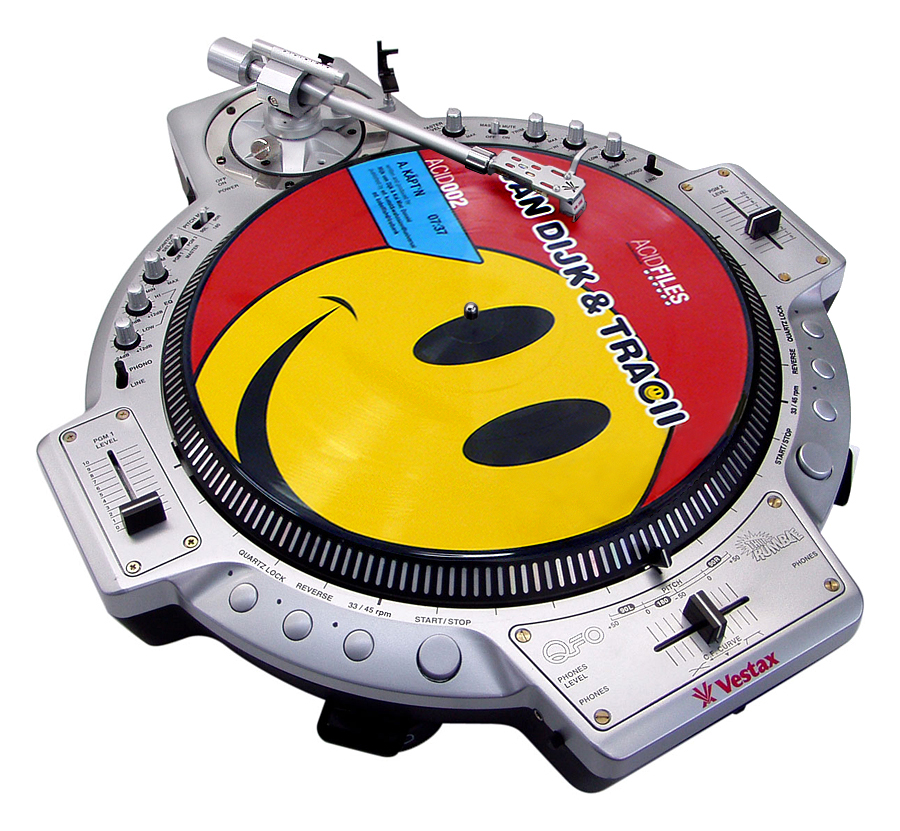
Gramofon QFO

Základní filosofií jsou inovace, vysoká technická kvalita, hodnotný design, spolehlivost a kvalitní zvuk. Při návrhu, vývoji a testování svých produktů firma Vestax spolupracuje s předními světovými diskžokeji, podle návrhů Carla Coxe byl vyvinut mixážní pult PMC-CX a mixážní pult PMC-580Pro; DJ Qbert se podílel na vzniku gramofonu Vestax QFO. Na vývoji gramofonu Controller One se podíleli D-Styles a Ricci Rucker. Dalším významným partnerem je společnost Apple, pro kterou byl sestaven djský kontrolér Vestax Spin kompatibilní s operačním systémem Mac OS X. Později byl pro společnost vyvinut djský kontrolér 2. generace pro iOS a Mac pod označením Vestax Spin2. Tento model byl vyráběn od roku 2014 také jako OEM verze pro společnost Casio.

## Hodnocení
Vestax se těší velké oblibě mezi diskžokeji (např. DJ Qbert, Tigerstyle, Carl Cox a DJ Unkut). Gramofony PDX-2000 si mimo jiné oblíbil i DJ a člen kapely Linkin Park Joe Hahn, který je používá při živých vystoupeních kapely. USB MIDI kontrolér VCM-600 používal na svých turné diskžokej a hudební producent Paul Van Dyk. V České republice značku Vestax používají například DJ Taktik, DJ Maniac nebo DJ Honan . K posílení technologického rozvoje se Vestax snaží udržovat úzký kontakt s DJ scénou, ať už výše zmíněnou přímou spoluprací při vývoji nových produktů, pořádáním vlastní celosvětové soutěže Vestax Extravaganza či aktivní účastí na světových hudebních veletrzích, například na NAMM Show v USA nebo evropském Musikmesse ve Frankfurtu n/Mohanem. V České republice se účastnil Vestax se svojí scénou několika ročníků festivalu Hip Hop Kemp v Hradci Králové, festivalu Creamfields v Břeclavi a tanečního festivalu Summer Of Love v Hradci Králové. Nově se značka Vestax objevuje se svojí stage na multižánrovém hudebním festivalu Rock for People, pořádaném každoročně v Hradci Králové.